# Pyljawa (Chmelnyzkyj)
Pyljawa (ukrainisch Пилява; russisch Пилява Piljawa, polnisch Piławce) ist ein Dorf im Osten der ukrainischen Oblast Chmelnyzkyj mit etwa 450 Einwohnern (2015).

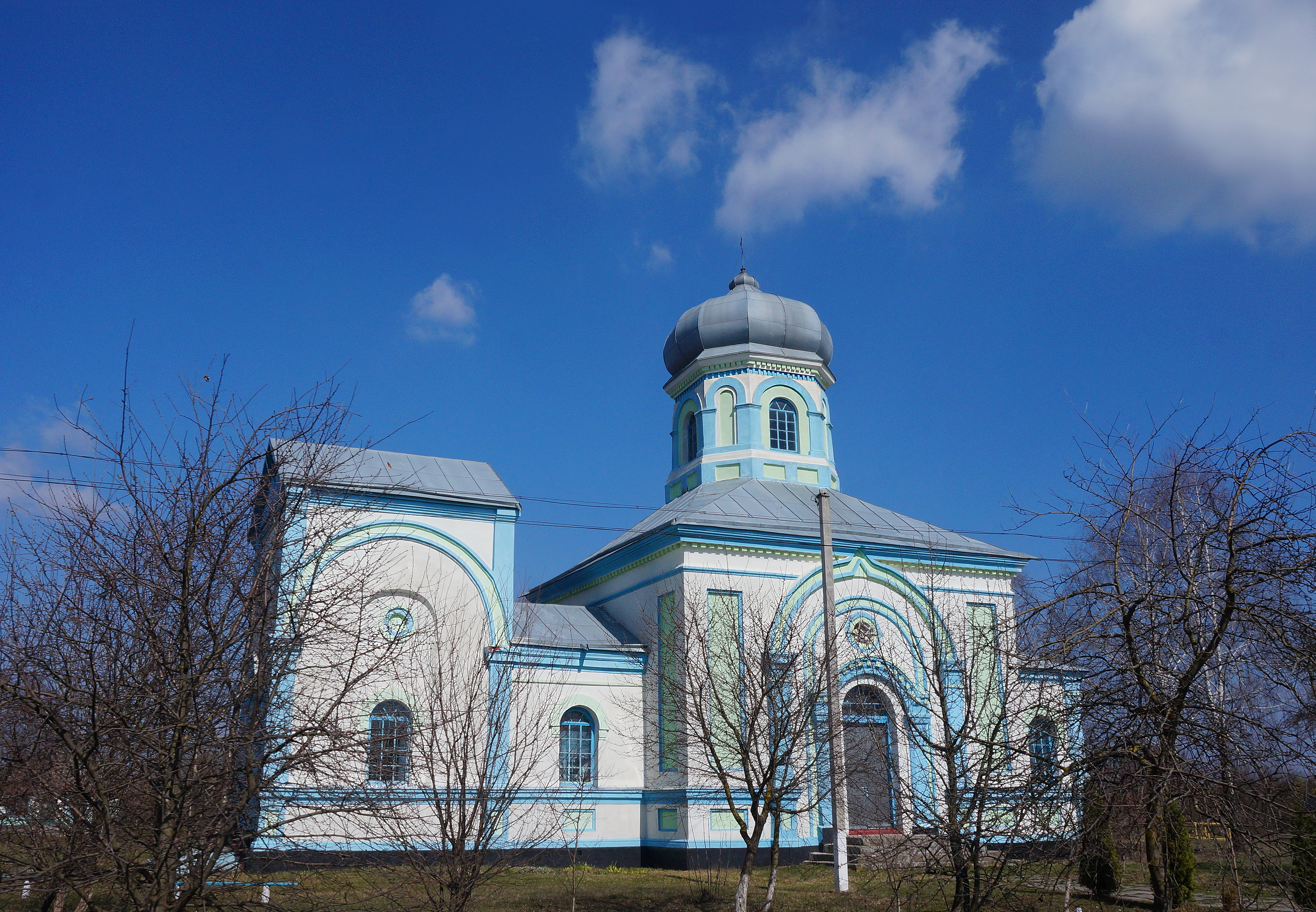
Kirche im Dorf

Bei dem 1420 gegründeten und 1501 erstmals schriftlich erwähnten Dorf fand 1648, während des Chmelnyzkyj-Aufstandes, die nach der Ortschaft benannte Schlacht bei Pyljawzi statt, bei der das polnische Heer von den Saporoger Kosaken geschlagen wurde.
Die Ortschaft liegt am Ufer der Ikwa (Іква), einem 56 km langen, linken Nebenfluss des Südlichen Bugs, 14 km westlich vom Rajonzentrum Stara Synjawa und 50 km nordöstlich vom Oblastzentrum Chmelnyzkyj.
Am 13. August 2015 wurde das Dorf ein Teil der neugegründeten Siedlungsgemeinde Stara Synjawa, bis dahin bildete es zusammen mit den Dörfern Mykolajiwka (Миколаївка), Oleksandriwka (Олександрівка), Oleksijiwka (Олексіївка) und Wyschnewe (Вишневе) die gleichnamige Landratsgemeinde Pyljawa (Пилявська сільська рада/Pyljawska silska rada) im Westen des Rajons Stara Synjawa.
Am 17. Juli 2020 kam es im Zuge einer großen Rajonsreform zum Anschluss des Rajonsgebietes an den Rajon Chmelnyzkyj.